# مدودة (سيئون)
'

تعديل مصدري - تعديل

مدودة ال عبيدالله هي إحدى قرى عزلة سيئون بمديرية سيئون التابعة لمحافظة حضرموت، بلغ تعداد سكانها 3717 نسمة حسب تعداد اليمن لعام 2004.